# Флаг Прохладненского района
Флаг Прохла́дненского муниципального района Кабардино-Балкарской Республики Российской Федерации.

## Описание
«Прямоугольное голубое полотнище с отношением ширины к длине 2:3, окаймлённое с трёх сторон (кроме верхней) жёлтой полосой шириной 1/5 ширины полотнища, и несущее в середине полотнища и на кайме фигуры из герба района, выполненные белым, жёлто-оранжевым, зелёным и малиновым цветом».

## Обоснование символики
Территория Прохладненского муниципального района расположена в северо-восточной части Кабардино-Балкарии, на равнинах в предгорьях Северного Кавказа, что на флаге района аллегорически представлено двумя зелёными горами с серебряными вершинами.
В Прохладненском муниципальном районе выращивают пшеницу, кукурузу, подсолнечник, фрукты, овощи. Район славился и славится своими виноградниками. Золотая часть полотнища — символ хлебных полей района, а виноградная лоза — символ виноградарства, изобилия и процветания. Виноградная лоза — символ бессмертия, гостеприимства, радости, молодости. Хлебный сноп — символ плодородия, символ единения и вознаграждения за труды. 19 ягод в виноградной грозди — аллегория 19 сельских поселений входящих в состав района.
Голубой цвет (лазурь) — символ возвышенных устремлений, искренности, преданности, возрождения.
Жёлтый цвет (золото) — символ высшей ценности, величия, великодушия, богатства, урожая.
Зелёный цвет символизирует весну, здоровье, природу, надежду.
Белый цвет (серебро) — символ чистоты, ясности, открытости, божественной мудрости, примирения.
Малиновый цвет (пурпур) — символизирует власть, славу, почёт, величие, благородство происхождения, древность.